# Vestkysten
 Ikke at forveksle med Vestkysten (dagblad).
 For alternative betydninger, se Vestkysten (flertydig). (Se også artikler, som begynder med Vestkysten)
Stednavnet Vestkysten refererer i Danmark til Jyllands vestkyst, fra Skagen og videre mod syd til landegrænsen til Tyskland vest for Rudbøl, til Nordsøen/Vesterhavet. Kyststrækningen udgør således den danske del af Europas vestkyst.
Danmarks nordligste kyststrækning langs Skagerrak vender mod nord og nordvest og danner Tannis Bugt, og videre mod syd går kysten mod syd, og svinger mod vest til Hanstholm, hvor den danner Jammerbugt - udgør ikke Vestkysten i Historisk forstand. Fra Hanstholm går kysten hovedsageligt mod syd helt ned til Blåvands Huk, forbi indsejlingen til Limfjorden ved Thyborøn, forbi Thorsminde, hvor der er indsejling til Nissum Fjord; Ved Hvide Sande har havet forbindelse til Ringkøbing Fjord, hvor Skjern Å har sit udløb.
Fra Blåvands Huk svinger kysten mod sydøst til Esbjerg og videre mod syd langs Vadehavet med øerne Fanø, Mandø og Rømø, ned mod grænsen ved sydenden af Margrethe Kog lige syd for Vidåens udløb ved Vidå Sluse.
Kystfodring med sand anvendes til at mindske havets erosion af kysten, nogle steder sammen med høfder eller tetrapoder.
Hele kyststrækningen, der er mere end 500 kilometer lang, er et populært turistmål med brede badestrande med sand og udstrakte naturområder i baglandet.